# پایگاه هوایی لان-کوورن
پایگاه هوایی لان-کوورن  (به انگلیسی: Laon-Couvron Air Base) یک فرودگاه است . این فرودگاه در شهر انه کشور فرانسه قرار دارد .